# توني أندريو
توني أندريو (بالفرنسية: Tony Andreu)‏ (22 مايو 1988 بفرنسا - ) هو لاعب كرة قدم فرنسي في مركز الوسط. لعب مع نادي روذرهام يونايتد ونادي شينوا ونادي نيون ونورويتش سيتي وهاميلتون أكاديميكال ونادي ليفينغستون لكرة القدم.

## وصلات خارجية
- توني أندريو على موقع قاعدة بيانات كرة القدم.إي يو (الإنجليزية)
- توني أندريو على موقع Soccerbase.com (لاعب) (الإنجليزية)
- توني أندريو على موقع Soccerway.com (الإنجليزية)
- توني أندريو على موقع AS.com (الإسبانية)